# 忠生村
忠生村（ただおむら）は、かつて東京都南多摩郡に存在した村である。1958年（昭和33年）、隣接する1町2村との合併により町田市となり廃止された。

## 概要
現在の町田市の町名では山崎町、山崎、木曽町、木曽東、木曽西、忠生、根岸、根岸町、矢部町、常盤町、図師町、上小山田町、下小山田町、小山田桜台にほぼ相当する。
現在でも町田市ではこの旧村域を「忠生地域」「忠生地区」としているほか、「忠生」という町名として、また「忠生市民センター」や「忠生中学校」のように、施設や学校名にその名を残している。

## 村長
- 加藤茂　1889年6月〜1893年6月
- 守屋五左衛門　1893年10月〜1901年3月
- 河合半造　1901年4月〜1906年7月
- 鈴木義助　1906年9月〜1909年9月
- 守屋寛一　1909年10月〜1913年10月
- 小川喜代八　1913年11月〜1925年12月
- 鈴木弥右衛門　1925年12月〜1929年12月
- 板倉正寿　1930年2月〜1931年2月
- 中里平七郎　1931年3月〜1935年3月
- 薄井薫　1935年4月〜1940年2月
- 小川勝太郎　1940年5月〜1942年5月
- 佐藤順正　1942年12月〜1946年4月
- 薄井薫　1946年4月〜1947年4月
- 天野佐一郎　1947年4月〜1951年4月
- 渋谷市十郎　1951年4月〜1955年4月
- 佐藤順正　1955年5月〜1958年1月

## 歴史

### 名称の由来
小山田高家という忠臣が生まれた土地であることから。高家は『太平記』に新田義貞の身代わりとして湊川の戦いで討ち死にしたという記述がある。
町田市下小山田町にある大泉寺は小山田氏の居城跡といわれる。

### 沿革
- 1889年（明治22年）4月1日 - 町村制施行により、木曽村、山崎村、根岸村、上小山田村、下小山田村、図師村が合併して神奈川県南多摩郡忠生村が成立。
- 1893年（明治26年）4月1日 - 三多摩が神奈川県から東京府へ移管。東京府南多摩郡忠生村となる。
- 1943年（昭和18年）7月1日 - 東京都制により、東京都南多摩郡忠生村となる。
- 1958年（昭和33年）2月1日 - 町田町、鶴川村、堺村と対等合併、町田市となる。

## 地理
- 鶴見川
- 境川
- 七国山